# Martin Půta
Martin Půta (* 13. září 1971 Liberec) je český politik, od listopadu 2012 hejtman Libereckého kraje, od října do listopadu 2017 poslanec Poslanecké sněmovny PČR, od dubna 2014 místopředseda Asociace krajů České republiky, od června 2024 radní a do roku 2012 starosta města Hrádku nad Nisou a bývalý předseda Euroregionu Nisa, české části Euroregionu Neisse-Nisa-Nysa. Od března 2014 do prosince 2015 byl předsedou hnutí STAN, předtím v letech 2009 až 2014 a opět od roku 2017 předsedou hnutí Starostové pro Liberecký kraj.

## Životopis
V roce 1989 dokončil studium na libereckém Gymnáziu F. X. Šaldy. V letech 1992–2002 pracoval jako technolog a vedoucí výroby ve firmě Vulkan Hrádek. Žije v Hrádku nad Nisou, je ženatý, má tři dcery. V roce 2010 dokončil studium oboru správa na Metropolitní univerzitě v Praze a získal titul bakaláře.

## Politická kariéra
V roce 2002 byl Martin Půta za uskupení Hrádek potřebuje změny! zvolen starostou města Hrádek nad Nisou, post obhájil i v roce 2006 a 2010. Od roku 2005 je členem Rady Euroregionu Nisa, v roce 2007 se stal jeho místopředsedou a v roce 2011 pak jeho předsedou.
Ve volebním období 2004–2008 byl členem Výboru hospodářského a regionálního rozvoje zastupitelstva Libereckého kraje.
Od roku 2007 je Půta členem zastupitelstva Libereckého kraje. V letech 2007–2011 působil jako předseda Sdružení obcí Libereckého kraje, nyní je jeho místopředsedou.
V letech 2004–2008 byl členem Strany pro otevřenou společnost, od roku 2008 je členem politického hnutí Starostové pro Liberecký kraj, v krajských volbách 2012 za něj kandidoval na post hejtmana Libereckého kraje. Ve volbách zvítězil.
Dne 27. listopadu 2012 byl zvolen novým hejtmanem kraje. Okolnosti volby provázely nejasnosti a bojkot některých zastupitelů. V návaznosti na zvolení do funkce hejtmana rezignoval 19. prosince 2012 na funkci starosty Hrádku nad Nisou.
V březnu 2014 vystoupil z hnutí Starostové pro Liberecký kraj a vstoupil do hnutí Starostové a nezávislí. Důvodem byla skutečnost, že české zákony nedovolují členství ve dvou politických organizacích a Půta chtěl kandidovat na předsedu STAN. Dne 28. březnu 2014 byl všemi 160 hlasy na VI. Republikovém sněmu v Průhonicích u Prahy skutečně zvolen do čela STAN.
Dne 30. dubna 2014 byl zvolen místopředsedou Asociace krajů ČR. V komunálních volbách v roce 2014 obhájil jako člen STAN na kandidátce subjektu "Hrádek potřebuje změny!" post zastupitele města Hrádku nad Nisou (v rámci kandidátky získal nejvíc preferenčních hlasů).
Z pozice člena hnutí STAN vedl v krajských volbách v roce 2016 kandidátku hnutí Starostové pro Liberecký kraj a podařilo se mu volby v Libereckém kraji vyhrát. Vítězné hnutí Starostové pro Liberecký kraj uzavřelo krajskou koalici s druhým hnutím ANO 2011, čtvrtou ČSSD a pátou ODS. Následně byl dne 22. listopadu 2016 zvolen po druhé hejtmanem Libereckého kraje (obdržel 30 hlasů od 41 přítomných zastupitelů).
Ve volbách do Poslanecké sněmovny PČR v roce 2017 kandidoval za hnutí STAN na posledním místě kandidátky v Libereckém kraji. Získal 4 470 preferenčních hlasů, skončil první v rámci kandidátky a stal se poslancem. Svého poslaneckého mandátu se ale 24. listopadu 2017 vzdal s tím, že se chce i nadále věnovat regionální politice. Ve Sněmovně jej nahradil Petr Pávek.
Dne 6. listopadu téhož roku ukončil také své členství v hnutí STAN a vrátil se zpět k hnutí Starostové pro Liberecký kraj, o den později byl zvolen novým předsedou hnutí. V komunálních volbách v roce 2018 obhájil jako člen hnutí SLK na kandidátce subjektu „Hrádek potřebuje změny!“ post zastupitele města Hrádek nad Nisou.
V krajských volbách v roce 2020 byl opět lídrem kandidátky hnutí Starostové pro Liberecký kraj v Libereckém kraji. Strana volby vyhrála se ziskem 38,57 % hlasů, post krajského zastupitele tak obhájil. Dne 3. listopadu 2020 se stal po třetí hejtmanem Libereckého kraje, získal 30 hlasů od 44 přítomných zastupitelů. Koalici vytvořili první Starostové pro Liberecký kraj, třetí Piráti a čtvrtá ODS.
V komunálních volbách v roce 2022 kandidoval do zastupitelstva Hrádku nad Nisou z 3. místa kandidátky subjektu „Hrádek potřebuje změny!“ (tj. SLK a nezávislí kandidáti). Vlivem preferenčních hlasů však skončil první, a obhájil tak mandát zastupitele. V červnu 2024 se pak navíc stal radním města.
V září 2023 byl zvolen z pozice člena SLK lídrem kandidátky „Starostové pro Liberecký kraj“ pro krajské volby v září 2024 do Zastupitelstva Libereckého kraje, přestože po krajských volbách v roce 2020 tvrdil, že se v roce 2024 o funkci hejtmana již ucházet nebude. Následně vítězné hnutí SLK uzavřelo koalici se třetím uskupením „SPOLU pro Liberecký kraj – ODS, TOP 09, KDU-ČSL“. Dne 25. října 2024 byl na ustavující schůzi krajského zastupitelstva zvolen opět hejtmanem Libereckého kraje, když získal 27 hlasů od 44 přítomných zastupitelů. Do funkce tak byl zvolen již počtvrté.

## Trestní stíhání
Dne 18. listopadu 2014 Policie ČR Martina Půtu obvinila na základě podezření z přijetí úplatku v souvislosti s připravovanou rekonstrukcí kostela sv. Máří Magdalény v Liberci. Do doby, než se situace vyjasní, pozastavil Půta své předsednictví Starostů a nezávislých (hnutí mezitím vedl jeho 1. místopředseda Petr Gazdík). Proti obvinění podal stížnost. V prosinci 2015 odstoupil z čela hnutí Starostové a nezávislí, přičemž funkci nevykonával už od listopadu 2014, kdy mu bylo sděleno obvinění.
V únoru 2017 policie předala státnímu zástupci návrh na podání obžaloby na Půtu, dalších 13 lidí a čtyři firmy. Policie ho vinila z přijetí úplatku a zneužití pravomoci úřední osoby. V květnu 2020 byl krajským soudem spolu s ostatními účastníky případu obžaloby zproštěn. Avšak dne 19. listopadu 2020 na základě odvolání státního zástupce Vrchního soudu v Praze osvobozující rozsudek zrušil.
V lednu 2024 bylo oznámeno, že státní zástupce uzavřel dohody o vině a trestu se společností Metrostav, a Metrostav Infrastructure. Metrostav čelí obvinění, že zakázku rekonstrukce kostela sv. Máří Magdalény za 65 milionů s příslibem evropské dotace 55 milionů Kč zmanipuloval a předražil ve svůj prospěch. Obhájce Martina Půty Tomáš Gřivna v této souvislosti poukázal na skutečnost, že prohlášení o vině za Metrostav učinily osoby, které o údajné trestné činnosti nemohou nic vědět. Zároveň by souhrnný trest zákazu činnosti nijak neprodloužil již běžící trest pro Metrostav v jiné kauze. Soud se k návrhu dohody zatím nevyjádřil.
V lednu 2025 soud uvedl, že v únoru vynese v případu rozsudek. Dne 5. února 2025 byl nepravomocně odsouzen k ročnímu podmíněnému trestu odnětí svobody s odkladem na dva roky a peněžitému trestu ve výši padesáti tisíc korun. Proti verdiktu se Půta na místě odvolal. V reakci na verdikt soudu také prohlásil, že nebude ve volbách do Poslanecké sněmovny PČR na podzim 2025 kandidovat.